# Mólnap
A mólnap nem hivatalos ünnep az amerikai kémikusok körében. Október 23-án reggel 6:02-től este 6:02-ig ünneplik. A dátum és az időpontok az Avogadro-számból következnek, ugyanis az amerikai dátumformátum szerint az október 23. 6:02-t a következőképpen jelölik: 6:02 10/23, ami (kis fantáziával) könnyedén megfeleltethető az Avogadro-szám 6,02·1023 értékének, amely egy molnyi részecske (atom vagy molekula) számát adja meg. A mól egyike a hét alap SI-mértékegységnek.
Szerte az USA-ban sok középiskolában ünneplik a mólnapot, mégpedig azért, hogy a diákok érdeklődését felkeltsék a kémia iránt.

## Története
A mólnap ünneplésének ötlete egy, a „The Science Teacher”-ben napvilágot látott cikk alapján született az 1980-as évek elején. Ezen cikk ötletét felkarolva Maurice Oehler (a Wisconsin állambeli Prairie du Chien-i) középiskolai tanár  1991. május 15-én megalapította a Nemzeti Mólnap Alapítványt (National Mole Day Foundation, NMDF).

## Az ünnep menete
Az Egyesült Államok sok államában és Kanadában is ünneplik a mólnapot. Az ünnep célja elsősorban a tanulók kémia iránti érdeklődésének felkeltése. Art Logan, a Michigan állambeli Clio városban lévő Clio Középiskola tanára gondoskodik arról, hogy a Nemzeti Mólnap Alapítvány honlapján – melyet ő szerkeszt – mindig találjanak érdekes feladatokat az érdeklődők. Ilyen például: „Szemétvadászat – Készíts listát a körülötted lévő háztartási eszközökről úgy, hogy az eszközök leírásánál csak kémiai fogalmakat használsz! Például: valami, ami NaHCO3-ot tartalmaz”, vagy „Írj egy mólnap költeményt, történetet, vagy rajzolj mólnap képregényt.” Néhány tanár ezen a napon az osztályával mól témájú szakmai projektet készít.